# Trichorhina silvestrii
Trichorhina silvestrii is een pissebed uit de familie Platyarthridae. De wetenschappelijke naam van de soort is voor het eerst geldig gepubliceerd in 1936 door Alceste Arcangeli.